# Moḩammad Şāfī
Moḩammad Şāfī är en ort i Iran.   Den ligger i provinsen Khuzestan, i den västra delen av landet, 500 km sydväst om huvudstaden Teheran. Moḩammad Şāfī ligger 80 meter över havet och antalet invånare är 424.
Terrängen runt Moḩammad Şāfī är platt, och sluttar österut. Runt Moḩammad Şāfī är det ganska tätbefolkat, med 144 invånare per kvadratkilometer. Närmaste större samhälle är Susa, 18,3 km nordost om Moḩammad Şāfī. Omgivningarna runt Moḩammad Şāfī är i huvudsak ett öppet busklandskap.